# Віртуальне спокушання
Віртуальна спокуса (англ. Virtual Seduction) — американський трилер 1995 року.

## Сюжет
Одна комп'ютерна компанія шукає добровольців для випробування створеної нової віртуальної реальності. Ліам Басс, у якого в реальному житті загинула його кохана Лаура, готовий стати таким випробувачем. Через деякий час завдяки старанням фахівців компанії, у віртуальному світі з'являється і сама Лаура. І Ліам повністю занурюється у віртуальну реальність. Там його раз за разом очікує кохана. У парочки навіть поновлюються їх палкі сексуальні відносини. Тепер Ліам готовий жити вічно в новому нереальному світі, а реальний світ його зовсім перестає цікавити. Справа доходить до фізичного виснаження, Ліам готовий вмирати в рукавичках і віртуальному шоломі, але лише б бачит свою кохану. Але Лаура починає себе вести зовсім не так, як хотів би Ліам. Вона робить собі боді-арт, шукає сексу з новими партнерами, а крім того хоче знайти своїх вбивць і помститися їм.

## У ролях
- Джефф Фейгі — Басс Ліам
- Емі Доленц — Лаура
- Керрі Гензел — Періс
- Мешах Тейлор — Андерсон
- Рік Дін — кремезний бандит
- Френк Новак — доктор Грант
- Кевін Альбер — Рейнольдс
- Еміль Левісетті — керівник
- Донна Белтрон — жінка в ресторані
- Стів Барр — охоронець воріт
- Тоні Борджіа — технік
- Панчо Деммінгс — офіціант
- Деніел Геллер
- Пол Айві — корпоративний шпигун
- Роб Кершнер — охоронець
- Челсі Медісон-Чжоу — жінка в ресторані
- Майкл Макдональд — дезорієнтована людина
- Джон С. Макдоннел — Скрагглі бандит
- Лінн Оддо — жінка в ресторані
- Едді Пауерс — Елвіс священик
- Тімоті Дж. Райлі — офіціант
- Джон Рубінов — Стю
- Марла Сухаретса — дівчина у пальто
- Медоу Вільямс — ведуча